# Huracà Ian
L'huracà Ian va ser un cicló tropical devastador, el tercer desastre meteorològic més costós registrat a tot el món, l'huracà més mortífer que va colpejar Florida des de l'huracà del Dia del Treball de 1935 i "l'huracà més mortal que va colpejar Florida des que Michael va tocar terra el 2018". mai.” Ian va causar danys generalitzats a l'oest de Cuba, Florida i les Carolinas. Ian és la novena tempesta amb nom, el quart huracà i el segon huracà important de la temporada d'huracans de l'Atlàntic 2022 com a huracà de categoria 1. Des de Lorenzo el 2019, hi ha hagut cinc huracans a l'oceà Atlàntic.
Ian es va originar a partir d'una ona tropical que es va moure davant de la costa de l'Àfrica occidental i a través de l'Atlàntic tropical central cap a les illes de Barlovento.
El 21 de setembre, les onades van entrar al mar Carib, provocant fortes pluges i forts vents a Trinitat i Tobago, les illes ABC i la costa nord d'Amèrica del Sud. L'onada estava prou organitzada per ser designada com una depressió tropical el matí del 23 de setembre, abans que s'intensifiqués en la tempesta tropical Ian a primera hora de l'endemà al sud-est de Jamaica. A mesura que Ian es va intensificar ràpidament en una categoria 3, va tocar terra a l'oest de Cuba. Les fortes pluges van provocar inundacions generalitzades a la regió i van provocar talls de llum a tot el país. Ian va perdre molt poc poder sobre la terra, però ràpidament va recuperar força al sud-est del golf de Mèxic. Va assolir el màxim com a huracà de categoria 5 amb vents sostinguts de 160 mph (260 km/h) a principis de setembre 28, mentre avançava cap a la costa oest de Florida, i va tocar terra just per sota de la intensitat màxima al sud-oest de Florida a l'illa de Cayo Costa .
L'huracà Ian va matar 161 persones: 5 a Cuba, 150 a Florida, 5 a Carolina del Nord i 1 a Virgínia. Ian va causar danys catastròfics, estimats en 113.000 milions de dòlars, el que el converteix en l'huracà més costós de la història de Florida, superant Irma el 2017, i el tercer huracà més costós de la història dels Estats Units, darrere de l'huracà Katrina del 2005 i l'huracà Harvey el 2017. La majoria dels danys van ser causats per les inundacions d'una marejada de 10-15 peus (3,0-4,6 m).